# Nordpunkt
Als Nordpunkt wird in der Astronomie und Geografie jener Punkt am mathematischen Horizont bezeichnet, der genau im Norden des eigenen Standortes liegt. Astronomisch ist er definiert als nördlicher Schnittpunkt von Horizont und  Meridian. Früher wurde er auch Mitternachtspunkt genannt. 
Der Nordpunkt (auch Nordrichtung, kurz Nord) ist einer der vier Haupt- oder Kardinalpunkte (lat. plagae cardinales), durch welche die vier Himmelsrichtungen (früher auch Weltgegenden) bestimmt sind. 
In der sphärischen Astronomie ist hingegen der Himmelsnordpol wichtiger. Er liegt genau senkrecht über dem Nordpunkt in einem Höhenwinkel, welcher der geografischen Breite entspricht. 